# Lutz Schlosser
Lutz Schlosser (* 31. Mai 1965 in Gräfenthal) ist ein deutscher Künstler und Musiker. Er komponiert, spielt und entwickelt Theaterinszenierungen.

## Leben
Schlosser wuchs in Probstzella in Thüringen auf und begann 1979 Gitarre zu spielen. Nach der Mitwirkung in einer Schülerband, studierte er in Weimar an der MHS „Franz Liszt“ Jazzgitarre. Er tourte mit seinen Brüdern durch die Republik und spielte in verschiedenen Formationen. 2000 gründete er sein eigenes Ensemble „Acoustique Express“ und produzierte damit zwei CDs. Er gibt Konzerte und lebt in Berlin.

## Werk
Am Theater der Jungen Welt in Leipzig entwickelte er in einer Auftragsarbeit gemeinsam mit der Regisseurin Ines Müller Braunschweig und der Figurenspielerin Kathrin Blüchert das Kindertheaterstück "Fische und süßer Brei". Als musikalischen Höhepunkt seiner Kooperationen darf das Zusammenspiel von Lutz Schlosser und dem Swing-Gitarristen Ottorino Galli bezeichnet werden.  Erstmals trafen sie sich auf dem Django-Reinhardt-Festival in Samois-sur-Seine in Frankreich, ein Festival internationaler Größen des Jazz. Sie schöpfen Liedgut aus eigenen Kompositionen, Jazz, Swing, Musette - Walzern, Latin - Rhythmen und Volksweisen. Ihre Auftritte finden ohne Setlisten oder Noten statt. Lutz Schlosser, der in Frankreich bei Manouches - Musikern lernte, wirkte u. a. zusammen mit  Wawau Adler (Gypsy-Jazz), Danny Weiss, Philippe Menard, Ottorino Galli, Big Al Dupree, Tommy Harris, Steven Garling,  Kilian Forster (Klazz Brothers & Cuba Percussion), Susanne Jansen, Martin Olbertz, Harald Blüchel, Ines Müller Braunschweig und Ludger Nowak.

## Diskografie
- Lutz Schlosser & Acoustique Express “Valse Du Papillon”
- acoustique express: Eine Hommage an Django Reinhardt und die Pioniere des Jazz in Europa